# Železniško postajališče Slovenski Javornik
Železniško postajališče Slovenski Javornik je ena izmed železniških postajališč v Sloveniji, ki oskrbuje bližnje naselje Slovenski Javornik.